# Янцзян
Янцзян (кант. трад. 陽江市, спр. 阳江市  , ютпхін: Joeng⁴gong¹ si⁵, піньїнь: Yángjiāng shì) — місто-округ в китайській провінції Гуандун. 

## Географія
Янцзян розташовується на західному узбережжі провінції.

### Клімат
Місто знаходиться у зоні, котра характеризується вологим субтропічним кліматом. Найтепліший місяць — липень із середньою температурою 27.8 °C (82 °F). Найхолодніший місяць — січень, із середньою температурою 15 °С (59 °F).
| Клімат Янцзяна (район Цзянчен)                | Клімат Янцзяна (район Цзянчен) | Клімат Янцзяна (район Цзянчен) | Клімат Янцзяна (район Цзянчен) | Клімат Янцзяна (район Цзянчен) | Клімат Янцзяна (район Цзянчен) | Клімат Янцзяна (район Цзянчен) | Клімат Янцзяна (район Цзянчен) | Клімат Янцзяна (район Цзянчен) | Клімат Янцзяна (район Цзянчен) | Клімат Янцзяна (район Цзянчен) | Клімат Янцзяна (район Цзянчен) | Клімат Янцзяна (район Цзянчен) | Клімат Янцзяна (район Цзянчен) |
| Показник                                      | Січ.                           | Лют.                           | Бер.                           | Квіт.                          | Трав.                          | Черв.                          | Лип.                           | Серп.                          | Вер.                           | Жовт.                          | Лист.                          | Груд.                          | Рік                            |
| Середній максимум, °C                         | 19                             | 19                             | 22                             | 25                             | 29                             | 30                             | 31                             | 31                             | 30                             | 28                             | 25                             | 21                             | 25                             |
| Середня температура, °C                       | 15                             | 15                             | 19                             | 22                             | 26                             | 27                             | 28                             | 28                             | 27                             | 24                             | 20                             | 16                             | 22                             |
| Середній мінімум, °C                          | 11                             | 12                             | 16                             | 20                             | 23                             | 24                             | 25                             | 24                             | 23                             | 20                             | 16                             | 12                             | 18                             |
| Норма опадів, мм                              | 38                             | 66                             | 89                             | 233                            | 409                            | 376                            | 285                            | 371                            | 253                            | 75                             | 46                             | 28                             | 2269                           |
| Вологість повітря, %                          | 66                             | 79                             | 85                             | 86                             | 85                             | 86                             | 85                             | 85                             | 83                             | 75                             | 74                             | 72                             | 80                             |
| --------------------------------------------- | ------------------------------ | ------------------------------ | ------------------------------ | ------------------------------ | ------------------------------ | ------------------------------ | ------------------------------ | ------------------------------ | ------------------------------ | ------------------------------ | ------------------------------ | ------------------------------ | ------------------------------ |
| Джерело: Weatherbase, Weatherbase (вологість) |                                |                                |                                |                                |                                |                                |                                |                                |                                |                                |                                |                                |                                |